# RealPlayer
A RealPlayer egy multiplatform – sok nyelven elérhető – multimédialejátszó. Fejlesztője a Realnetworks. A program alapváltozata ingyenes, a fejlesztése zárt forráskódú.
A program alsősorban a RealMedia konténerformátum támogatására jött létre (.ra, .ram), ám kezeli az egyéb népszerű kép-, audió- és videóformátumokat (többek között: mp3, .mpg, .jpeg) is, és egyéb, kevésbé elterjedt formátumokat is (mint a .divx vagy a .acp). Kiegészítőkkel a lista tovább bővíthető. A program képes többek között CD-k írására és beolvasására különböző formátumokba, internetes rádióadók vételére, legújabb verziója pedig flashvideók felvételét is támogatja weboldalakról.